# Biblia Borsa d’Este
Biblia Borsa d’Este – iluminowana Biblia, jeden z pierwszych renesansowych manuskryptów wykonanych w Ferrarze. W 1937 roku Biblia Borso d'Este została zreprodukowana w limitowanej edycji przez Bestetti Edizioni d'Arte, która dziś ma wysoką wartość aukcyjną uważaną za dzieło sztuki.

## Proweniencja
Biblia została zamówiona przez Borsa d’Este, pierwszego księcia Ferrary. Rękopis został ukończony pomiędzy rokiem 1455 a 1461. W 1598 ród Estense przeniósł się do nowej siedziby w Modenie, a wraz z nim całe jego zbiory. Biblia w Modenie pozostała do 1859. Wówczas miasto stało się częścią nowego Królestwa Włoskiego. Ówczesny nestor rodu, Francesco V d’Austria-Este, uciekł do Wiednia, zabierając ze sobą cenniejszy dobytek, w tym Biblię. W 1923 przemysłowiec Giovanni Treccani degli Alfieri zakupił manuskrypt od paryskiego antykwariusza i zwrócił ją do Biblioteki Estense w Modenie. Biblia w drugiej połowie XVIII wieku podczas renowacji otrzymała nową oprawę, co przyczyniło się do przycięcia i utracenia części ozdobionych górnych i bocznych marginesów. W 1961 roku Biblii ponownie zmieniono oprawę.

## Opis Biblii

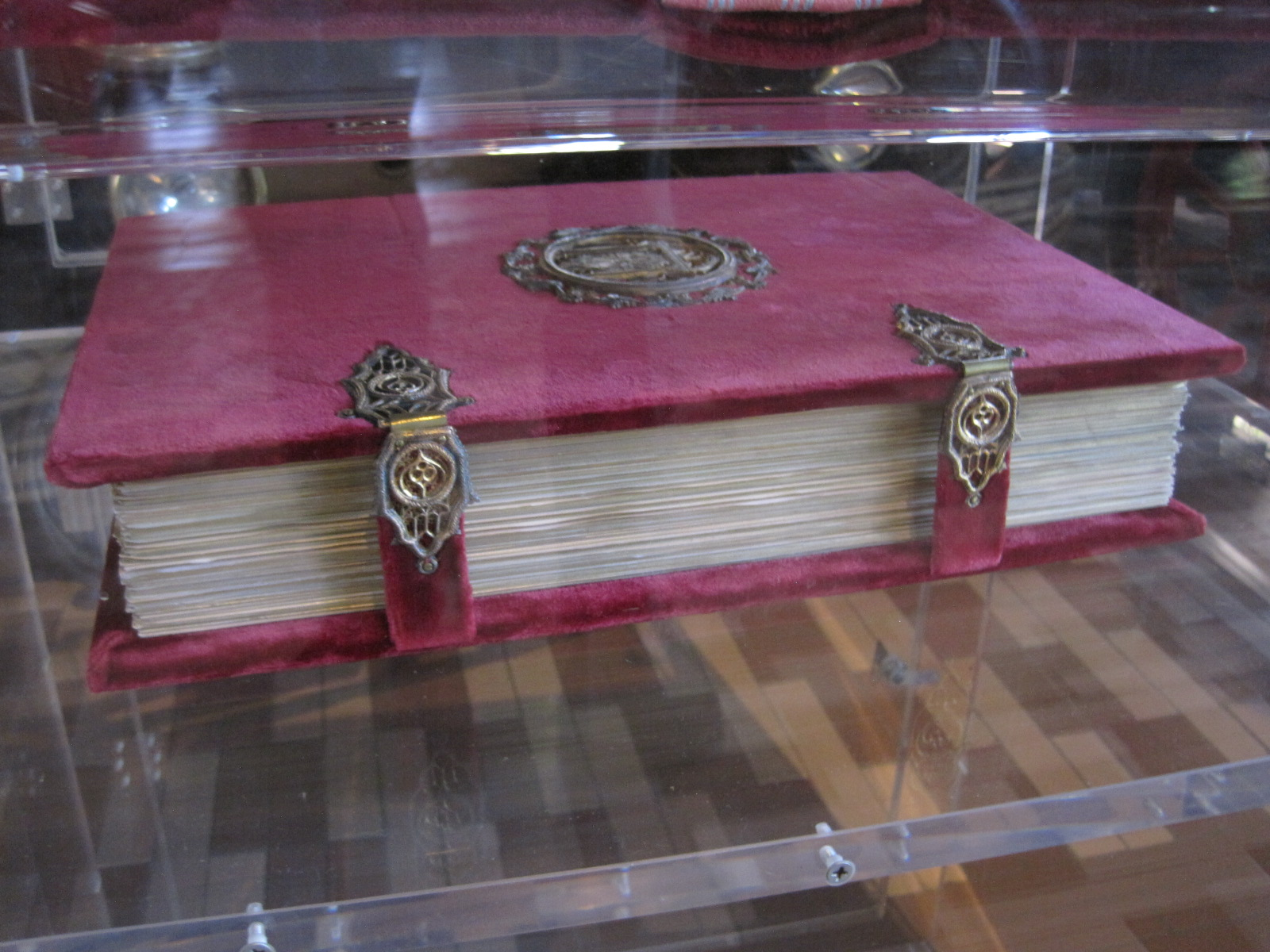
Biblia Borsa d’Este

Zamówienie miało rozsławić ród d’Este konkurujący na polu mecenatu artystycznego z florenckim rodem Medyceuszy. Nad zadaniem od strony artystycznej czuwali Taddeo Crivelli i Franco dei Russi. Przy pracach uczestniczyli również Girolamo da Cremona, Marco dell’Avogadro i Giorgio d’Alemagna. Tekst został napisany przez wysoko cenionego skrybę Pietro Paolo Marone z Bolonii. Biblia składała się z dwóch tomów (folio) liczących 311 i 293 kart, na których umieszczono ponad 1000 iluminacji. Strony są bogato iluminowane; na winietach i bordiurach ukazane zostały biblijne i historyczne sceny (głównie w dolnych partiach) oraz widoki krajobrazu. Wykonane są w stylu charakterystycznym dla prac, w których styl późnego gotyku przechodzi w styl wczesnorenesansowy. Tekst jest umieszczony w dwóch kolumnach, ozdobiony kapitalikami i iluminowanymi majuskułami.